# Elia VI
Elia VI è un presunto patriarca della Chiesa d'Oriente, successore di Shimun VII Isho'yahb, che in realtà non è mai esistito.
Le tradizionali cronotassi dei patriarchi della Chiesa d'Oriente inseriscono due patriarchi di nome Elia tra il 1558 e il 1591, ossia Elia VI (1558-1576) e Elia VII (1576-1591). Restano inspiegabili e sconosciuti i motivi della presenza di Elia VI, che non è mai esistito. Infatti, la pietra tombale di Elia VII dice chiaramente che questo patriarca morì il 26 maggio 1591, dopo 32 anni di regno, ossia ininterrottamente dal 1558/1559 al 1591.